# Ivan Karadžov
Ivan Milčov Karadžov (in bulgaro Иван Милчов Караджов?; Kresna, 12 luglio 1989) è un ex calciatore bulgaro, di ruolo portiere.

## Statistiche

### Cronologia presenze e reti in nazionale
| Cronologia completa delle presenze e delle reti in nazionale ― Bulgaria | Cronologia completa delle presenze e delle reti in nazionale ― Bulgaria | Cronologia completa delle presenze e delle reti in nazionale ― Bulgaria | Cronologia completa delle presenze e delle reti in nazionale ― Bulgaria | Cronologia completa delle presenze e delle reti in nazionale ― Bulgaria | Cronologia completa delle presenze e delle reti in nazionale ― Bulgaria | Cronologia completa delle presenze e delle reti in nazionale ― Bulgaria | Cronologia completa delle presenze e delle reti in nazionale ― Bulgaria |
| Data                                                                    | Città                                                                   | In casa                                                                 | Risultato                                                               | Ospiti                                                                  | Competizione                                                            | Reti                                                                    | Note                                                                    |
| ----------------------------------------------------------------------- | ----------------------------------------------------------------------- | ----------------------------------------------------------------------- | ----------------------------------------------------------------------- | ----------------------------------------------------------------------- | ----------------------------------------------------------------------- | ----------------------------------------------------------------------- | ----------------------------------------------------------------------- |
| 5-6-2021                                                                | Mosca                                                                   | Russia                                                                  | 1 – 0                                                                   | Bulgaria                                                                | Amichevole                                                              | -                                                                       | 46’                                                                     |
| 12-10-2021                                                              | Sofia                                                                   | Bulgaria                                                                | 2 – 1                                                                   | Irlanda del Nord                                                        | Qual. Mondiali 2022                                                     | -1                                                                      |                                                                         |
| 15-11-2021                                                              | Lucerna                                                                 | Svizzera                                                                | 4 – 0                                                                   | Bulgaria                                                                | Qual. Mondiali 2022                                                     | -4                                                                      |                                                                         |
| Totale                                                                  |                                                                         | Presenze                                                                | 3                                                                       |                                                                         | Reti                                                                    | -5                                                                      |                                                                         |

## Palmarès

### Club

#### Competizioni nazionali
- Coppa di Bulgaria: 2

CSKA Sofia: 2010-2011
Beroe: 2012-2013
- Supercoppa di Bulgaria: 2

CSKA Sofia: 2011
Beroe: 2013